# Asterix i Obelix: W służbie Jej Królewskiej Mości
Asterix i Obelix: W służbie Jej Królewskiej Mości (fr. Astérix et Obélix : Au service de sa Majesté, ang. Asterix & Obelix: On Her Majesty’s Service, 2012) – francuski film przygodowy, czwarty film opowiadający o przygodach dzielnego Galla Asteriksa. Scenariusz oparto na komiksie autorstwa René Goscinnego i Alberta Uderzo. Światowa premiera filmu odbyła się 17 października 2012 roku, a polska premiera 2 listopada 2012 roku.
W filmie wykorzystano wątki z albumów Asteriks u Brytów i Asterix i Normanowie.

## Fabuła
50 rok p.n.e. Rzymski wódz Juliusz Cezar na czele swoich niezwyciężonych legionów podbija kolejne terytoria. Po podporządkowaniu sobie prawie całej Galii, Egiptu i Iberii potężny wojownik marzy o zdobyciu Brytanii. Dociera ze swoją flotyllą do leżącej na końcu świata wyspy. Gdy królowa Brytów Cordelia uświadamia sobie, że jej poddani nie są w stanie obronić się przed okrutnymi najeźdźcami, wysyła swego najbardziej zaufanego człowieka, Mentafixa, po pomoc do niezdobytej przez Rzymian małej wioski w Galii. Jej mieszkańcy mają tajną broń – sporządzony przez pewnego druida magiczny napój, którego wypicie daje ludziom ogromną siłę. Miejscowa starszyzna podejmuje decyzję, by pomóc Brytom w walce z legionami Cezara. Wysłannik królowej Cordelii dostaje beczkę cudownego eliksiru i eskortę, w skład której wchodzą między innymi sprytny Asterix oraz mało rozgarnięty, ale bardzo silny Obelix. Dzielni galijscy wojownicy zrobią wszystko, by zatrzymać ekspansję Juliusza Cezara. A przy okazji złamią serca kilku kobietom. Obelixowi szczególnie wpadnie w oko dumna arystokratka, panna Macintosh.

## Obsada
- Édouard Baer jako Asteriks
- Gérard Depardieu jako Obeliks
- Fabrice Luchini jako Juliusz Cezar
- Catherine Deneuve jako Cordelia, królowa Brytów
- Gérard Jugnot jako kapitan piratów
- Jean Rochefort jako Lucius Fouinus
- Valérie Lemercier jako pani Macintosh
- Guillaume Gallienne jako Jolitoraks
- Charlotte Le Bon jako żona Jolitoraksa
- Vincent Lacoste jako Gouduriks
- Louise Bourgoin jako Falbala
- Dany Boon jako Têtedepiaf
- Bouli Lanners jako Grossebaf
- Michel Duchaussoy jako Asparanoiks